# محوطه پاچنار
محوطه پاچنار مربوط به دوره اشکانیان - سده‌های میانه دوران‌های تاریخی پس از اسلام است و در شهرستان سلسله (الشتر)، بخش فیروزآباد، دهستان فیروزآباد، ۵۰ متری جنوب شرق روستای ژیریان واقع شده و این اثر در تاریخ ۳۰ بهمن ۱۳۸۶ با شمارهٔ ثبت ۲۱۱۳۲ به‌عنوان یکی از آثار ملی ایران به ثبت رسیده است.